# وایکینگ‌ها (فیلم ۱۹۵۸)
وایکینگ‌ها (انگلیسی: The Vikings) فیلمی به کارگردانی ریچارد فلایشر است که در سال ۱۹۵۸ منتشر شد.

## بازیگران
- کرک داگلاس
- تونی کرتیس
- جنت لی
- ارنست بورگناین
- جیمز دونالد
- الکساندر ناکس
- اورسن ولز
- مَـکسین آدلی